# Бетти ЛаВетт
Бетти ЛаВетт (англ. Bettye LaVette), настоящее имя Бетти Джо Хаскинс (англ. Betty Jo Haskins); род. 29 января 1946, Маскигон, Мичиган, США) — американская блюзовая певица, автор песен.  Семикратная номинантка Грэмми (2008, 2011, 2016, 2019 дважды, 2021, 2024) . Лауреат Blues Music Awards в номинациях «Альбом-возвращение» (2004), «Исполнительница современного блюза» (2008), «Исполнительница соул-блюза» (2016, 2020, 2021), номинант Blues Music Awards в номинациях «Альбом года» (2004, 2008), «Альбом соул-блюза» (2004), «Артист года/Премия Би Би Кинга» (2007, 2008) «Исполнительница современного блюза» (2009, 2010, 2012—2015), «Исполнительница соул-блюза» (2004, 2005—2007, 2017, 2018). Член Зала славы блюза (2020/2021) .

## Биография
Бетти Джо Хаскинс родилась в Маскегоне, штат Мичиган, некоторое время росла в Понтиаке, и выросла в Детройте. У родителей-рабочих в доме был импровизированный бар, где можно было получить алкоголь и закуску, и стоял музыкальный автомат, который проигрывал самую разнообразную музыку, что породило её способность «вкладывать свой личный, проникновенный отпечаток в мелодии, созданные в самых разных жанрах». В отличие от многих своих коллег, она начала петь не в церкви, являясь католичкой, а в этом импровизированном баре. Там её услышал Тимми Шоу, соул-исполнитель, чья самая известная песня «Gonna Send You Back to Georgia» достигла 41-го места в чарте Billboard Hot 100 в 1964 году. Тимми Шоу познакомил Бетти с Джонни Мэй Мэтьюз, местным музыкальным продюсером и певицей, и Бетти в возрасте шестнадцати лет подписала контракт на запись.  
В 1962 году, в возрасте шестнадцати лет, она записала сингл «My Man – He’s a Lovin' Man». Певица впервые на нём использовала свой псевдоним, заимствованный у собственной подруги Шермы ЛаВетт Андерсон, которая познакомила её с Мэтьюзом. Он был написан как Betty LaVett. Синглом заинтересовался гигант Atlantic Records и с его общенациональным распространением, сингл стал главным R&B-хитом осенью и зимой 1963–64 годов, в конечном итоге попав в R&B Top-10. Это привело к гастролям ЛаВетт с такими R&B-хитмейкерами Atlantic Records, как Клайд Макфаттер, Бен Э. Кин, Барбара Линн и восходящая звезда Отис Реддинг. 
После двух, оставшихся незамеченными синглов 1963 и 1964 годов, ЛаВетт в 1965 году вернулась в чарты R&B с песней «Let Me Down Easy» на лейбле Calla Records, первым релизом, с именем, написанным как Betty Lavette (конечный вариант псевдонима Bettye LaVette как  датируется ее выступлением в Bubbling Brown Sugar в 1977 году). Несмотря на то, что «Let Me Down Easy» имел лишь второстепенный успех и достиг 48-го места в чарте R&B, песня обеспечила ЛаВетт достаточную репутацию престиж для короткого тура с The James Brown Revue. После записи нескольких синглов для местных лейблов Детройта, ЛаВетт в 1969 году подписала контракт с лейблом Silver Fox. Она записала несколько треков, включая два хита R&B, вошедших в Top 40: «He Made A Woman Out Of Me» и «Do Your Duty». Музыканты из Мемфиса, участвовавшие в этих записях, затем стали известны как Memphis Horns . В 1972 году она снова подписала контракт с Atlantic/Atco Records. Её направили в студию Muscle Shoals Sound Studio в Алабаме для записи своего дебютного альбома. Альбом назывался Child of the Seventies и был спродюсирован Брэдом Шапиро, а в записи участвовала Muscle Shoals Rhythm Section , ныне известная как The Swampers. Однако Atco решила не выпускать альбом. Впоследствии изданный в 2006 году альбом оценивался как: «...феноменальный альбом, творение женщины с самобытным голосом — как в буквальном смысле, благодаря её рычащему, пронзительному, вихревому вокалу, так и благодаря скрещиванию рока, фанка, R&B-баллад и кантри-соула» . 
В середине 1970-х годов Бетти ЛаВетт записала два 45-дюймовых диска с Epic Records, а в 1978 году выпустила диско-альбом Doin' The Best That I Can на West End Records. В 1982 году она подписала контракт с лейблом Motown Records. Записанный в Нашвилле для записи альбом под названием Tell Me A Lie был спродюсирован Стивом Бакингемом. Первый сингл «Right In The Middle (Of Falling In Love)» попал в R&B Top 40. До 1990 года не записывалась, с 1979 года выступая вместе с Хони Коулз и Кэбом Кэллоуэем в бродвейской постановке Bubbling Brown Sugar, удостоенной Грэмми. Конец 1980-х и большую часть 1990-х провела выступая в клубах Детройта и окрестностей . 
В конце 1990 ЛаВетт проиграла свои личные монозаписи альбома Child of the Seventies Жилю Петару, французскому коллекционеру соул-музыки. Тот в 1999 году сумел разыскать мастер-записи в Atlantic, которые считались утраченными в пожаре, и, лицензировав альбом у Atlantic, выпустил его в 2000 году под названием Souvenirs на своём лейбле Art and Soul. Этот альбом и Let Me Down Easy – Live in Concert, выпущенный голландским лейблом	Munich Records концертный альбом, возобновили интерес к певице и в 2003 году вышел альбом A Woman Like Me. Альбом стал лауреатом Blues Music Awards в номинации «Альбом-возвращение», номинантом в номинациях «Альбом года» и  «Альбом соул-блюза» , а Бетти Лаветт была номинирована на звание лучшей исполнительницы соул-блюза. Любопытно то, что к тому времени Бетти Лаветт понятия не имела, кто такие например Бадди Гай и многие другие артисты, и «мало что знала о блюзе, если знала вообще» . 
Увидев выступление ЛаВетт, Энди Колкин, президент лейбла  ANTI- подписал с ней контракт на три альбома. Для первого альбома были отобраны песни написанных только женщинами. Альбом I've Got My Own Hell to Raise получил отличную критику. Название взято из текста хита Фионы Эппл 1996 года «Sleep to Dream», который тоже есть в альбоме; в альбом вошли песни таких авторов, как Эйми Манн, Шинед О'Коннор, Люсинда Уильямс, Джоан Арматрейдинг и Долли Партон. В 2006 году ЛаВетт получила премию «Пионер» от Фонда ритм-энд-блюза.
Альбом 2007 года The Scene of the Crime был записан преимущественно на студии FAME Studios в городе Масл-Шолс, штат Алабама, с группой Drive-By Truckers и стал номинантом Грэмми в номинации «Лучший альбом современного блюза», сама певица получила премию Blues Music Award в номинации «Исполнительница современного блюза» и номинировалась на звание блюзовой артистки года. 8 января 2009 года выступила на инаугурации президента Обамы в Мемориале Линкольна, где исполнила дуэтом с Джоном Бон Джови песню Сэма Кука 1964 года «A Change Is Gonna Come» . В апреле 2009 года она разделила сцену с сэром Полом Маккартни и Ринго Старром в Radio City Music Hall на благотворительном концерте «Change Begins Within».  В 2009 году Sundazed выпустила на CD альбом Do Your Duty, состоящий из одиннадцати её сольных треков, записанных для Silver Fox и SSS International, а в июне 2009 года был выпущен мини-альбом Change Is Gonna Come Sessions из шести песен, доступный только для скачивания.
В 2010 году ЛаВетт выпустила сборник песен Interpretations: The British Rock Songbook, в который вошли её собственные аранжировки классических песен таких исполнителей, как The Beatles, The Rolling Stones, The Animals и Pink Floyd. Диск был высоко оценен критиками и снова номинирован на премию «Грэмми» в категории «Лучший современный блюзовый альбом». Кит Ричардс объявил себя «членом фан-клуба Бетти» за её кавер-версию песни Rolling Stones «Salt of the Earth»; альбом также получил высокую оценку от Питера Таунсенда из The Who, а также от Джона Бон Джови, Стива Уинвуда и Элтона Джона. 
С того времени Бетти ЛаВетт регулярно выступает и записывается, неоднократно становясь лауреатом Blues Music Awards и номинантом премии Грэмми. В 2020-2021 годах была введена в Зал славы блюза. Член Зала славы легенд рок-н-ролла Мичигана (2018). Обладатель премии Legacy of Americana Lifetime Achievement Award от Americana Music Honors & Awards (2023). Обладатель Clio Awards, самой узнаваемой в мире международной премии в области рекламы за работу над рекламными роликами пива Schaffer Beer в 1971 году .  
Замужем за Кевином Кили, продавцом музыкальных записей и антиквариата, певцом и музыкантом. Они живут в Уэст-Ориндж, штат Нью-Джерси .
«Что действительно выделяет ЛаВетт из толпы, так это ее врожденная способность накладывать свой собственный блюзовый и проникновенный отпечаток на работы артистов из совершенно разных сфер — ко многим из которых другие блюзовые исполнители не прикоснулись бы и десятифутовым шестом» .
«Исполняет ли она каверы Боба Дилана, The Beatles, Ван Моррисона или Рэндалла Брамблетта, ЛаВетт обладает поразительной способностью сделать песню своей собственной — отличительной чертой её стиля с самых первых дней как певицы» 

## Дискография
| Альбом                                     | Год       | Лейбл             | Носитель  |
| ------------------------------------------ | --------- | ----------------- | --------- |
| Tell Me a Lie                              | 1982 2008 | Motown Reel Music | LP, CD    |
| Not Gonna Happen Twice                     | 1990      | Motor CIty        | Import CD |
| A Woman Like Me                            | 2003      | Blues Express     | CD        |
| I've Got My Own Hell to Raise              | 2005      | Anti-, DBK Works  | CD, LP    |
| The Scene of the Crime                     | 2007      | Anti-             | CD, LP    |
| A Change Is Gonna Come Sessions            | 2009      | Anti-             | EP        |
| Interpretations: The British Rock Songbook | 2010      | Anti-             | CD        |
| Thankful n' Thoughtful                     | 2012      | Anti-             | CD, LP    |
| Worthy                                     | 2015      | Cherry Red        | CD        |
| Things Have Changed                        | 2018      | Verve             | CD, LP    |
| Blackbirds                                 | 2020      | Verve             | CD, LP    |
| LaVette!                                   | 2023      | Jay-Vee           | CD, LP    |